# کوله‌خیز
کوله خیز (نام علمی: Chamaesphacos) نام یک سرده از تیره نعناعیان است.